# Alstad
Alstad ist eine Ortschaft (tätort) in der schwedischen Provinz Skåne län und der historischen Provinz Schonen. Sie gehört zu der Gemeinde Trelleborg.

## Persönlichkeiten
- Hans Holmér (1930–2002), schwedischer Kommissar und Jurist, starb in Alstad.

## Einzelnachweise

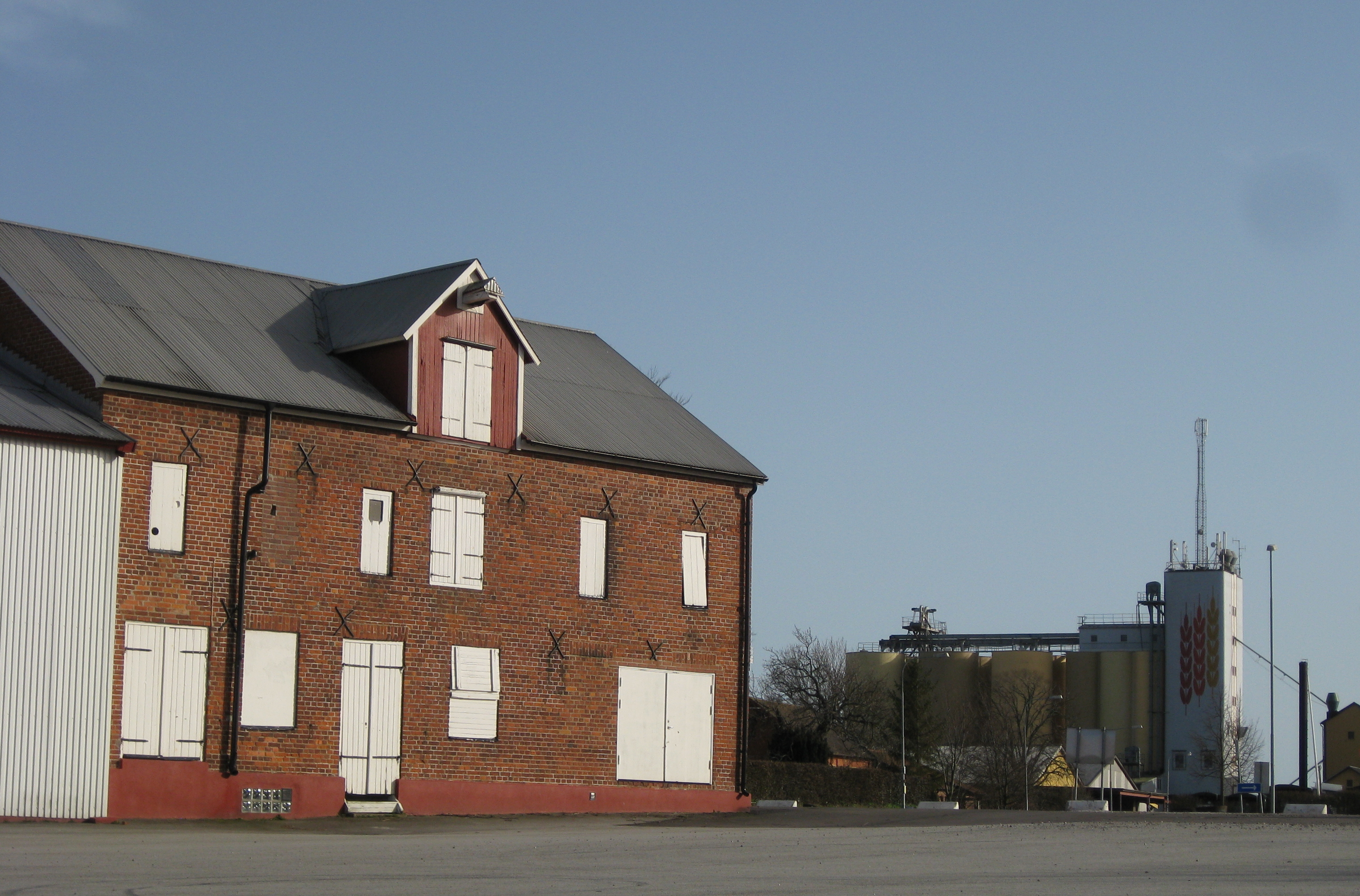
Alte Lagerhalle in Alstad